# Кузнецова Ївга Федорівна
Кузнецова (Савчук) Ївга (Євгенія) Хведорівна (28 листопада 1913, Шостка — 1968, Київ) — українська громадська діячка учасниця руху шістдесятників, виготовляла і поширювала самвидав.

## Біографія

### Ранні роки
Народилася в багатодітній робітничій родині. 1935 року закінчила хімічний технікум у рідній Шостці за фахом хімік-технолог, вийшла заміж за інженера-хіміка.
Після завершення навчання отримала призначення в м. Тамбов, РСФСР. Відтоді 27 років жила й працювала за межами України — у Тамбові, Ленінграді, один рік у Китаї, з 1937 року працювала в Москві в науково-дослідному інституті оборонної промисловості. Співавтор двох винаходів у галузі вибухівки.
1962 року розлучилася з чоловіком і переїхала з сином у Київ, обмінявши квартиру. Два роки працювала в Інституті комунальної гігієни, рік — техніком-лаборантом на кафедрі хімічного факультету Київського університету ім. Т.Шевченка.

### Громадська діяльність
З початку 1960-х років Ївга почала активно цікавитися історією та культурою України, читала нелегальну літературу: «Історія України-Руси» Михайла Грушевського, «Територія Наша» Василя Яворського (1919), газети Центральної Ради, книжку «Культурно-національний рух на Україні», твори Володимира Винниченка. Прилучилася до культурного життя Києва, брала участь у літературних та мистецьких вечорах шістдесятників.
Кузнецова розуміла, що самого культурницького відродження мало. У неї з'явився намір написати статтю про стан економіки УРСР в порівнянні з іншими республіками, зокрема, РРФСР. Прагнула, як сказано у звинуваченні, «провести в статті ідею, що стан економіки України свідчить про те, що вона знаходиться в напівколоніальній залежності від Росії». Ївга зверталася за допомогою до знайомого економіста, але поставлені нею питання злякали фахівця своєю «забороненою» спрямованістю, після чого Кузнецова сама зібрала багато статистичних даних, але статтю написати не встигла.
У березні 1963 року Ївга була викликана на профілактичну бесіду в КДБ, де мусила пояснювати та виправдовувати своє зацікавлення національними проблемами. Мабуть, причиною виклику був напис на виборчому бюлетені, спрямований проти русифікації. Натомість Кузнецова стала ще активнішою. 1964 року вона познайомилася зі співробітником інституту гідрології Василем Лобком, який організовував «Товариство поборників української культури», з інженером Олександром Мартиненком, бувала в музеї Івана Гончара. Тоді студентка-заочниця КДУ Ольга Борбот дала Ївзі два примірники статті «З приводу процесу над Погружальським». На друкарській машинці Тараса Івановича Франка, за сприянням своєї подруги Ольги Капець (остання працювала в Інституті мовознавства і проживала в квартирі Т.Франка) Кузнецова видрукувала 36 примірників цієї статті. 30 віддала Мартиненкові, а решту сама роздала знайомим. Також Ївга разом з О.Дробот розмножила також статтю «1933…».
Кузнецова була талановитим агітатором: багатьох молодих людей вона заохотила спілкуватися українською мовою, ходити на літературні вечори, читати українські книжки, передплачувати газету «Літературна Україна». Посилала українські видання знайомим юнакам, призваним на військову службу. Вона вболівала за становище української мови, з багатьма говорила про русифікацію вузів, шкіл, навіть у бесіді в Міносвіти. Писала про це листи в Міносвіти, в університети.

### Репресії, арешт та смерть
З приходом до влади Леоніда Брежнєва та його прибічників Україною поповзли чутки, що викрито антирадянський підпільний центр, знайдено нелегальну друкарню, вилучено зброю, іноземну валюту тощо. У кінці серпня і на початку вересня 1965 року були заарештовані кількадесят осіб української інтеліґенції, серед них 25 серпня і Кузнецова. Під час обшуку в неї вилучено багато самвидаву, десятки її рукописних і машинописних заміток. Очевидно, Ївга збиралася написати низку публіцистичних статей. Більшість цих матеріалів за постановою суду знищено як шкідливі, відомі лише їхні назви: «Як дагестанські керівники будують…», «Поет-пророк, вчитель істини, духовний вождь народів», «Смешение языков», «Що робити з інтелігенцією?», «Статистика як дзеркало суспільства», «Зачатки робітничого руху».
У справі збереглися лише три машинописні статті Кузнецової: «Уроки історії», «Націоналіст?» та «Мої роздуми» (про них знав і В'ячеслав Чорновіл і згадує їх у своїй збірці «Лихо з розуму»). У першій статті йдеться про долю України під владою Польщі та Росії. У другій — про абсурдність звичних звинувачень українців як націоналістів у російському розумінні цього слова. Авторка пише про події 1917-21 років, антибільшовицькі селянські повстання початку 20-х років, розкуркулення, голод і робить висновок: «Це було навмисне знищення українців». У другій частині пише про коріння «бандерівщини», про репресії в Галичині. У статті «Мої роздуми» Кузнецова дає конкретні поради, як вести національну боротьбу, і нагадує, що не можна відкладати цю боротьбу до кращих часів. Експерти з Інституту історії партії при ЦК КПУ П.Бачинський і Л.Нагорна кваліфікували статті Кузнецової як антирадянські та націоналістичні.
Слідчі старанно вишукували хвороби у Кузнецової: у вересні вона була піддана психіатричній експертизі і визнана осудною. Пізніше Ївга писала в листах, що вона завжди була фізично здоровою, але в лютому 1966 року несподівано занедужала, її трусило, мучили болі — до непритомності, у голові шуміло, вона різко підупала на силі. Ймовірно, її труїли. У кінці лютого Кузнецовій полегшало.
Обвинувальний висновок про звинувачення в проведенні антирадянської агітації і пропаганди (ч. І ст. 62 КК УРСР) Ївга, інженерів Олександра Мартиненка та Івана Русина (останнього Ївга й не знала) був підписаний 21 лютого 1966. Через місяць, 21 — 25 березня 1966 року, вони були засуджені на закритому засіданні Київського обласного суду (суддя Мацько): Кузнецову на 4 роки таборів суворого режиму, Мартиненка на 3 роки, а Русина на один. Тоді ж був засуджений на 3 роки і науковець-геофізик Микола Гринь, та Верховний Суд УРСР замінив йому ув'язнення на умовне з огляду на його прилюдне каяття та осуд колишніх однодумців.
На читання вироку, однак, допустили кількох осіб, серед них поетес Ліну Костенко і Любов Забашту, які намагалася дещо записати, але в них ті записи відібрали. Тоді після винесення вироку Костенко кинула підсудним проліски.
Відбувала покарання Кузнецова в Мордовських таборах (спочатку в таборі ЖХ-385/17-А в сел. Озерний, потім у таборі № 6, сел. Потьма). Працювала на в'язанні сіток. Денна норма харчування — 2.420 ккал. Кузнецова відчувала нестачу харчів, особливо цукру, тяжко хворіла. У позаробочий час читала, робила виписки: «Повернуся додому з лантухом знань, жалю, докорів, любові…», — писала вона в одному листі. Однак не докоряла навіть М.Гриню. У таборі трималася твердо, незалежно, навіть різко, що спочатку викликало підозри деяких товаришок.
Відбула Кузнецова в неволі близько двох років, після чого була амністована. Вийшла на волю дуже хворою і 1968 року померла в Києві.

## Про неї
|              | «Її покази були достойні, нікого вона не притягнула, чим, очевидно, і розізлила репресантів, що вимагали їй п'ять років суворого режиму… Отак вона тихо, самотньо вийшла на процес, заробивши чотири роки суворого режиму. Вийшла тихо… і тихо, не довго хворіючи, пішла з життя… Не завадило б дослідити її внесок у справу національного пробудження. На жаль, у нас є ще забуті, хоч загалом їх не так уже й багато було». Історик А.Русначенко теж писав про потребу «говорити про рух через долю однієї людини, можливо, не найбільшої слави» |
| — Іван Русин | |

.